# David Beattie
Pour les articles homonymes, voir Beattie.
David Beattie, né le 29 février 1924 à Sydney (Australie) et mort le 4 février 2001 à Upper Hutt (Nouvelle-Zélande), est un magistrat et homme d'État néo-zélandais. Il est le 14e gouverneur général de Nouvelle-Zélande, en fonction du 6 novembre 1980 au 22 novembre 1985.

## Biographie

### Jeunesse
Élevé par sa mère à Takapuna, il étudie à la Dilworth School à Auckland. En 1941, à l'âge de 17 ans, il s'engage dans l'armée pour combattre dans le cadre de la Seconde Guerre mondiale, et atteint le grade de sergent avant d'être transféré dans la réserve navale volontaire en tant que sous-lieutenant.

### Carrière
Après la guerre, il obtient un diplôme de droit à l'Université d'Auckland en 1948 avant de se lancer dans le secteur privé. En 1969, Beattie est désigné juge de la Cour suprême de Nouvelle-Zélande, y travaillant jusqu'en 1980.
Particulièrement impliqué dans le milieu du sport, occupant la fonction de président du Comité national olympique néo-zélandais pendant 11 ans, il est également président de l'Association des Jeux olympiques et des Jeux du Commonwealth en 1989 et président de la Sports Foundation Twice. Son travail est récompensé par l'Ordre olympique. Il est également président de la Fédération néo-zélandaise de rugby à XV, de boxe et de squash.

### Gouverneur général
Beattie est nommé gouverneur général par la reine Élisabeth II sur les conseils de son Premier ministre Robert Muldoon en 1980.
Il meurt à Upper Hutt en février 2001.

## Controverses
Lors de la tournée de l'équipe d'Afrique du Sud de rugby à XV en 1981, Beattie rencontre une délégation du « Halt All Racist Tours ». Beattie leur promet de parler de leurs revendications au Premier ministre Robert Muldoon. Mais Beattie est ridiculisé par les supporters durant la tournée et le Premier ministre refuse de parler au gouverneur général à propos de ce sujet.
En 1983, Beattie cause une nouvelle fois la controverse quand il rencontre des manifestants essayant de présenter une pétition à la reine lors du Waitangi Day, après que le Premier ministre a bloqué toutes les pétitions. À la suite de cela, Muldoon déclare que la mandat de Beattie ne sera pas renouvelé.
La dernière controverse concernant Beattie a lieu en 1985, lorsqu'il importe deux Mercedes-Benz, alors qu'il est encore gouverneur général, ce qui lui permet d'économiser 85 000 dollars néo-zélandais en exemption de taxes.

### Armoiries
|  | De gueules au chevron engrêlé d'argent accompagné de trois perruques de juge au naturel (cheveux gris), le chevron chargé en chef d'une couronne royale britannique entouré de deux abeilles au naturel (noir et jaune). |